# Omega Alive
Omega Alive è il quarto album dal vivo del gruppo musicale olandese Epica, pubblicato il 3 dicembre 2021 dalla Nuclear Blast.

## Descrizione
Contiene l'esibizione dal vivo degli Epica registrata senza pubblico presso gli studi AED di Lint e poi trasmessa in streaming il 12 giugno 2021. Tale spettacolo, diretto da Jens de Vos e girato in più sessioni, ha visto la partecipazione di ventotto artisti fra acrobati della compagnia Flying Artwork, focolieri della compagnia Flashpoint Fireshows, sbandieratori della compagnia Kunstgroep Alkuone, ballerini da strada della Radikal Crew e ballerini classici; ha inoltre richiesto l'utilizzo di tre palchi diversi, di molteplici cambi d'abito e di acconciatura per i membri degli Epica (in particolar modo per la cantante Simone Simons), spettacoli pirotecnici ed effetti speciali. Solo durante l'esecuzione di Rivers è presente in scena anche un coro di sedici adulti, che negli altri brani è pre-registrato, mentre durante The Skeleton Key, Kingdom of Heaven Part 3 - The Antediluvian Universe e Omega - Sovereign of the Sun Spheres è presente un coro di venticinque bambini. Le parti orchestrali sono invece tutte pre-registrate e sono le stesse presenti negli album in studio dai quali provengono i brani eseguiti.
Gli arrangiamenti dei brani sono rimasti per lo più fedeli a quelli originali. Fra le differenze è possibile notare l'esecuzione a cappella di Rivers e la sostituzione dell'introduzione orchestrale di Once Upon a Nightmare con lungo assolo di chitarra eseguito da Isaac Delahaye; inoltre, durante Cry for the Moon - The Embrace That Smothers Part IV, Simons ha tenuto un discorso.
Il concerto è stato diviso in cinque atti intervallati da brevi video registrati precedentemente presso lo studio Vanderstokken di Malle.

## Promozione
L'album è stato anticipato da tre singoli: Unchain Utopia l'8 settembre, The Skeleton Key il 7 ottobre e Kingdom of Heaven Part 3 - The Antediluvian Universe il 4 novembre; di tutti sono stati diffusi anche i video delle rispettive esecuzioni presenti nel DVD di Omega Alive. Il 3 dicembre, contemporaneamente alla pubblicazione dell'album dal vivo in vari formati, è stato diffuso il video dell'esecuzione di Victims of Contingency.

## Tracce

### CD
CD 1
1. Alpha - Anteludium – 1:38
2. Abyss of Time - Countdown to Singularity – 5:20
3. The Skeleton Key – 5:05
4. Unchain Utopia – 4:47
5. The Obsessive Devotion – 7:17
6. In All Conscience – 5:07
7. Victims of Contingency – 3:32
8. Kingdom of Heaven Part 1 - A New Age Dawns Part V – 13:31

CD 2
1. Kingdom of Heaven Part 3 - The Antediluvian Universe – 13:23
2. Rivers (A Capella) – 4:32
3. Once Upon a Nightmare – 7:11
4. Freedom - The Wolves Within – 5:36
5. Cry for the Moon - The Embrace That Smothers Part IV – 8:31
6. Beyond the Matrix – 6:26
7. Omega - Sovereign of the Sun Spheres – 7:00

### DVD
Act I: Ωvertura
1. Alpha - Anteludium
2. Abyss of Time - Countdown to Singularity
3. The Skeleton Key
4. Unchain Utopia

Act II: Magnituda
1. The Obsessive Devotion
2. In All Conscience
3. Victims of Contingency

Act III: Elysia
1. Kingdom of Heaven Part 1 - A New Age Dawns Part V
2. Kingdom of Heaven Part 3 - The Antediluvian Universe

Act IV: Gravita
1. Rivers (A Capella)
2. Once Upon a Nightmare

Act V: Alpha ∞ Ωmega
1. Freedom - The Wolves Within
2. Cry for the Moon - The Embrace That Smothers Part IV
3. Beyond the Matrix
4. Omega - Sovereign of the Sun Spheres

## Formazione
Gruppo
- Simone Simons – voce
- Mark Jansen – grunt, chitarra ritmica
- Isaac Delahaye – chitarra solista, ritmica e acustica, cori
- Coen Janssen – sintetizzatore, pianoforte
- Rob van der Loo – basso
- Ariën van Weesenbeek – batteria

Altri musicisti
- Stichting Volgspot – coro di bambini (CD 1: traccia 3, CD 2: tracce 1 e 7, DVD: tracce 3, 9 e 15)
- Gert Oude Sogtoen – direzione del coro Stichting Volgspot (CD 1: traccia 3, CD 2: tracce 1 e 7, DVD: tracce 3, 9 e 15)
- Kamerkoor PA'dam – coro di adulti (CD 2: traccia 2, DVD: traccia 10)
- Maria van Nieukerken – direzione del coro Kamerkoor PA'dam (CD 2: traccia 2, DVD: traccia 10)

Produzione
- Audio
  - Epica – produzione
  - Dave Schinkel – registrazione sonora
  - Coen Janssen – sound design
  - Jos Driessen – montaggio sonoro
  - Jens de Vos – foley
  - Pieter Kop – missaggio e mastering in suono surround 5.1
  - Joost van den Broek – missaggio in suono stereofonico
  - Darius van Helfteren – mastering in suono stereo
- Video
  - Panda Productions – produzione
  - Epica – produzione
  - Siel Vermeiren – produzione
  - Jens de Vos – regia e post-produzione
  - Coen Jansen – direzione artistica
  - Jeff Luyten – produzione degli effetti visivi
  - Jeroen De Wilde – direzione della fotografia
  - Sylvia Idelberger – coreografie (Flying Artwork)
  - Marijn Celea – coreografie (Radikal Crew)
  - Olivier Bisback – coordinazione degli acrobati
  - Rune D'hondt – coordinazione degli acrobati
  - Erwin van Lokeren – design delle luci
  - Yves Vervloet – realizzazione delle scenografie
  - Isaac Delahaye – concept delle scenografie
  - Arie Zieltjens – effetti pirotecnici
  - Grooney Pyro – effetti pirotecnici
  - Paul Warmerdam – effetti pirotecnici
  - Rene Grooney – effetti pirotecnici
  - Thomas Desmet – effetto della pioggia (traccia 7)

## Classifiche
| Classifica (2021)          | Posizione massima |
| -------------------------- | ----------------- |
| Belgio (Fiandre)           | 138               |
| Belgio (Vallonia)          | 118               |
| Germania                   | 26                |
| Paesi Bassi                | 56                |
| Regno Unito (rock & metal) | 21                |
| Svizzera                   | 41                |